# 楚考烈王
楚考烈王（？—前238年），芈姓，熊氏，名完，戰國時期楚國君主，楚頃襄王之子，前262年－前238年在位，共25年。

## 生平
從前272年開始在秦國做質子，前263年其父楚顷襄王病危時，其欲回國爭奪王位，但秦昭襄王以情况不明为由，不放归。后其侍人黄歇以偷梁换柱的计略骗过秦国人，使其逃归楚國并順利繼承王位。
為報答黃歇，考烈王即位後以黃歇為令尹，賜淮北地十二縣，號春申君。前258年，秦圍趙急，楚考烈王命春申君率兵救趙。
曾為了組織合縱，共謀討伐秦國，派人到周赧王處請求赧王以天下共主名義下達組建聯軍的要求，結果害得周赧王債台高築。
其後楚滅魯。前241年楚與諸侯共伐秦，無功而回，遷都壽春。
《戰國策》和《史記》說：楚考烈王無子，春申君患之。春申君娶趙国人李园之妹李后。李后有身孕後，獻於考烈王，生子被立為太子，即楚幽王。

## 子女
- 楚幽王熊悍，楚考烈王之子（楚幽王實為春申君之私生子）。[4]
- 楚王負芻，楚哀王之庶兄。[5]
- 楚哀王熊猶，楚幽王的同母弟。[6]
- 昌平君，《史记索隐》：“昌平君，楚之公子，（秦始皇）立以为（秦）相，后徙于郢，项燕立为荆王，史失其名。”[7]

## 陵寝
2024年5月18日，国家文物局发布安徽淮南田家庵区三和镇武王墩一号墓考古发掘以及文物保护重要成果，基本锁定墓主人为战国晚期楚国考烈王。

## 影視作品
- 《秦始皇》由方傑飾演。
- 《大秦帝國之崛起》由陸思宇飾演。
- 《大秦賦》由黑子飾演。

## 註腳
1. ↑  《史记·卷四十·楚世家第十》：二十七年，使三万人助三晋伐燕。复与秦平，而入太子为质於秦。楚使左徒侍太子於秦。
2. ↑  《史记·卷四十·楚世家第十》：三十六年，顷襄王病，太子亡归。秋，顷襄王卒，太子熊元代立，是为考烈王。考烈王以左徒为令尹，封以吴，号春申君。
3. ↑  《戰國策·卷十七·楚策四》：楚考烈王无子，春申君患之，求妇人宜子者进之，甚众，卒无子。赵人李园，持其女弟，欲进之楚王，闻其不宜子，恐又无宠。李园求事春申君为舍人。已而谒归，故失期。还谒，春申君问状。对曰：“齐王遣使求臣女弟，与其使者饮，故失期。”春申君曰：“聘入乎？”对曰：“未也。”春申君曰：“可得见乎？”曰：“可。”于是园乃进其女弟，即幸于春申君。知其有身，园乃与其女弟谋。园女弟承间说春申君曰：“楚王之贵幸君，虽兄弟不如。今君相楚王二十余年，而王无子，即百岁后将更立兄弟。即楚王更立，彼亦各贵其故所亲，君又安得长有宠乎？非徒然也？君用事久，多失礼于王兄弟，兄弟诚立，祸且及身，奈何以保相印、江东之封乎？今妾自知有身矣，而人莫知。妾之幸君未久，诚以君之重而进妾于楚王，王必幸妾。妾赖天而有男，则是君之子为王也，楚国封尽可得，孰与其临不测之罪乎？”春申君大然之。乃出园女弟谨舍，而言之楚王。楚王召入，幸之。遂生子男，立为太子，以李园女弟立为王后，楚王贵李园，李园用事。李园既入其女弟为王后，子为太子，恐春申君语泄而益骄，阴养死士，欲杀春申君以灭口，而国人颇有知之者。春申君相楚二十五年，考烈王病。朱英谓春申君曰：“世有无妄之福，又有无妄之祸。今君处无妄之世，以事无妄之主，安不有无妄之人乎？”春申君曰：“何谓无妄之福？”曰：“君相楚二十余年矣，虽名为相国，实楚王也。五子皆相诸侯。今王疾甚，旦暮且崩，太子衰弱，疾而不起，而君相少主，因而代立当国，如伊尹、周公。王长而反政，不即遂南面称孤，因而有楚国。此所谓无妄之福也。”春申君曰：“何谓无妄之祸？”曰：“李园不治国，王之舅也。不为兵将，而阴养死士之日久矣。楚王崩，李园必先入，据本议制断君命，秉权而杀君以灭口。此所谓无妄之祸也。”春申君曰：“何谓无妄之人？”曰：“君先仕臣为郎中，君王崩，李园先人，臣请为君衝其胸杀之。此所谓无妄之人也。”春申君曰：“先生置之，勿复言已。李园，软弱人也，仆又善之，又何至此？”朱英恐，乃亡去。后十七日，楚考烈王崩，李园果先入，置死士，止于棘门之内。春申君后入，止棘门。园死士夹刺春申君，斩其头，投之棘门外。于是使吏尽灭春申君之家。而李园女弟，初幸春申君有身，而入之王所生子者，遂立为楚幽王也。
4. ↑  《史记·卷四十·楚世家第十》：二十五年，考烈王卒，子幽王悍立。李园杀春申君。
5. ↑  《史记·卷四十·楚世家第十》：哀王立二月馀，哀王庶兄负刍之徒袭杀哀王而立负刍为王。
6. ↑  《史记·卷四十·楚世家第十》：十年，幽王卒，同母弟犹代立，是为哀王。
7. ↑  有些学者认为昌平君也是楚考烈王之子，参见李开元《末代楚王史迹钩沉》。但骆科强《昌平君和昌文君事迹辨析及其身份推测》认为昌平君或系考烈王弟。
8. ↑  . m.gmw.cn.   [2024-05-18].

| 前任： 父楚頃襄王 | 楚國君主 前262年－前238年 | 繼任： 子楚幽王 |